# Yerai Cortés
Yerai Cortés Merino, né le 24 mai 1995 à Alicante, est un musicien espagnol, jeune personnalité du nouveau flamenco.

## Biographie
Yerai Cortés commence très jeune sa carrière à Madrid, et il joue dans plusieurs grands théâtres d'Espagne, comme le Teatro Bellas Artes de Madrid, le Coliseum et le Palais de la musique catalane de Barcelone et le Théâtre Lope de Vega de Séville. 
Il collabore avec de grands artistes musicaux internationaux, comme Richard Bona, ce qui lui permet d'explorer la fusion du flamenco avec d'autres genres musicaux. Ses performances sont remarquées par critique musicale internationale.
Il tourne depuis dans de nombreux festivals en Europe, dont le festival de flamenco de Jérez, le festival de jazz de Montreux et le festival de musique d'Arles.

## Cinéma
En 2024, il joue le rôle principal du film documentaire La guitarra flamanca de Yerai Cortés, dirigée par Antón Álvarez (C. Tangana). Le film est présenté à la 72e édition du Festival international du film de Saint-Sébastien et gagne deux Prix Goya en février 2025, ce qui permet au musicien de se faire connaître plus largement qu'en Europe, notamment en Amérique.

## Récompenses
- 2021: Festival de flamenco de Jérez, prix Guitarra con Alma[10]
- 2025: 
  - Prix Goya de la meilleure chanson originale pour la chanson Los Almendros du film La guitarra flamanca de Yerai Cortés[11].
  - Círculo de Escritores Cinematográficos : prix de la meilleure musique pour La guitarra flamenca de Yerai Cortés